# Cuvier-sziget
A Cuvier-sziget (maori nyelven Repanga) kis lakatlan sziget, mely Új-Zéland északi részén, az Északi-sziget keleti partja közelében a Colville-csatorna végénél helyezkedik el. Környező szigetek északra 15 kilométerre a Mercury-sziget és délkeletre körülbelül 23 kilométerre a Great Barrier-sziget. A szigeten található az 1889-ben épített Cuvier-szigeti világítótorony.

## Története
A sziget mai elnevezésének névadója Jules Dumont d’Urville francia felfedező aki ezzel Georges Cuvier munkássága előtt tisztelgett. Korábban Vörös Merkúr-szigetnek (Red Mercury Island) vagy maori nevén Repangának nevezték. Néhány hajószerencsétlenség történt a sziget környékén, például 1865-ben a Fiery Star, mely 87 embert szállított, de csak tizennyolcan élték túl a hajótörést. Az Elizabeth Curle 1882-ben szintén pórul járt és utasai mind odavesztek.
1888-ban a további balesetek elkerülése és a tengeri közlekedés segítése érdekében a sziget egyik magaslati pontján világítótorony építésébe kezdtek. A világítótoronyhoz a tenger szintje közelében állomásházat is építettek, mellyel az összeköttetést egy kiépített cikkcakkos kőút biztosította az üzemeltetőnek. A tornyot 1982-ben teljesen automatizálták.
A sziget élővilágát a Megőrzési Hivatal (Department of Conservation) vadvilág-rezervátumként kezeli. A nem őshonos fajok kizárásával megpróbálják visszaállítani a sziget eredeti ökoszisztémáját. A terület fontos fészkelőhelye az őshonos védett új-zélandi viharmadárnak (Pterodroma pycrofti).

## Fordítás
- Ez a szócikk részben vagy egészben  a   Cuvier Island című angol Wikipédia-szócikk ezen változatának fordításán alapul.  Az eredeti cikk szerkesztőit annak laptörténete sorolja fel. Ez a jelzés csupán a megfogalmazás eredetét és a szerzői jogokat jelzi, nem szolgál a cikkben szereplő információk forrásmegjelöléseként.